# Lưu Nhân Cung
Lưu Nhân Cung (giản thể: 刘仁恭; phồn thể: 劉仁恭; bính âm: Liú Réngōng, ? - 914) là một quân phiệt vào cuối thời nhà Đường. Ông kiểm soát Lư Long (盧龍, trị sở nay thuộc Bắc Kinh) từ năm 895 đến năm 907. Thoạt đầu, ông là một viên quan tại Lư Long, song sau đó đã chạy đến chỗ Hà Đông tiết độ sứ Lý Khắc Dụng. Sau khi Lý Khắc Dung công chiếm Lư Long thì đã để ông ở lại cai quản, song Lưu Nhân Cung sau đó đã quay sang chống Lý Khắc Dụng và trở thành một quân phiệt độc lập, mặc dù ông và Lý Khắc Dụng từng vài lần hiệp đồng hành động. Lãnh địa của Lưu Nhân Cung trở thành nền tảng cho nước Yên do con ông là Lưu Thủ Quang lập ra. Năm 913, Tấn vương Lý Tồn Úc đã chinh phục Yên và bắt giữ cả Lưu Thủ Quang và Lưu Nhân Cung, sang năm sau thì xử tử cả hai người.

## Thân thế
Gia đình ông có nguồn gốc từ Lạc Thọ (樂壽, nay thuộc Thương Châu, Hà Bắc)- không thuộc về Lư Long quân. Lưu Nhân Cung theo cha là Lưu Thịnh (劉晟) đến Lư Long do Lưu Thịnh là Tân Hưng trấn tướng của tiết độ sứ Lý Khả Cử. Lưu Nhân Cung được mô tả là từ nhỏ đã nhiều mưu kế, nhiều lần thể hiện tài trí trong quân đội. Khi Lý Khả Cử phái thuộc hạ là Lý Toàn Trung đi đánh Dịch châu (易州, nay thuộc Bảo Định, Hà Bắc) thuộc Nghĩa Vũ (義武, trị sở nay thuộc Bảo Định) vào năm 885, Lưu Nhân Cung phục vụ dưới quyền Lý Toàn Trung. Khi thuộc hạ của Lý Toàn Trung là Vu Yến (于晏) bao vây Dịch châu vài tháng mà vẫn chưa chiếm được, Lưu Nhân Cung đã đưa ra kế đào một đường hầm xuyên vào trong thành. Nhờ công lao này, ông được biết đến với hiệu Lưu Quật Đầu (劉窟頭). Cũng trong năm đó, khi Nghĩa Vũ quân tái chiếm được Dịch châu, Lý Toàn Trung do sợ bị Lý Khả Cử trừng phạt nên đã lật đổ Lý Khả Cử và đoạt lấy Lư Long quân; Lý Toàn Trung sau đó qua đời vào năm 886 và con là Lý Khuông Uy kế nhiệm.
Lưu Nhân Cung được mô tả là người có chí lớn, ông đã tung tin đồn rằng mình thường mộng thấy một Đại Phật phiên xuất ra từ ngón tay mình, hay trong mộng ông đã nói rằng mình sẽ trở thành một tiết độ sứ vào năm 49 tuổi (âm). Khi Lý Khả Cử nghe được điều này, ông ta trở nên ghét bỏ Lưu Nhân Cung, tước bỏ chức vụ trong quân đội của Lưu Nhân Cung và bổ nhiệm Lưu Nhân Cung làm [huyện] lệnh Cảnh Thành (景城, nay thuộc Thương Châu). Đến khi xảy ra một cuộc binh biến tại phủ thành của Doanh châu (瀛州, nay thuộc Thương Châu) khiến quận thủ bị giết, Lưu Nhân Cung đã mộ một nghìn bạch đinh và đẩy lui cuộc binh biến. Lý Khuông Uy rất hài lòng và lại cho Lưu Nhân Cung làm tướng dưới trướng của mình, lệnh đem binh đến phòng thủ ở Úy châu (蔚州, nay thuộc Trương Gia Khẩu, Hà Bắc).
Do các binh sĩ ở Úy châu không được quay lại U châu (幽州) sau một số năm, họ trở nên bực tức vì nhớ gia đình. Năm 893, khi Lý Khuông Uy bị Lý Khuông Trù lật đổ, Lưu Nhân Cung đã quyết định tận dụng thời cơ để dẫn quân tiến công U châu. Tuy nhiên, khi ông đến Cư Dung quan, đã bại trận trước đội quân đóng tại đây. Sau đó, Lưu Nhân Cung chạy đến Hà Đông (河東, trị sở nay thuộc Thái Nguyên, Sơn Tây), được Hà Đông tiết độ sứ Lý Khắc Dụng đối đãi tốt.

## Phụng sự Lý Khắc Dụng
Lưu Nhân Cung cung cẩn phụng sự cho Lý Khắc Dụng và mưu chủ Cái Ngụ, và thông qua Cái Ngụ, Lưu Nhân Cung nhiều lần đề xuất với Lý Khắc Dụng rằng có thể chinh phục Lữ Long, và xin được cấp một vạn lính cho chiến dịch. Tuy nhiên, trong thời gian đó Lý Khắc Dụng phải xử lý cuộc nổi dậy của con nuôi là Lý Tồn Hiếu tại Hình Minh (邢洺, trị sở nay thuộc Hình Đài, Hà Bắc), vì thế Lý Khắc Dụng chỉ giao cho Lưu Nhân Cung vài nghìn lính, chiến dịch thất bại. Điều này đã khiến Lý Khuông Trù trở nên ngạo mạn và quấy rối biên giới Hà Đông. Trong cơn giận dữ, vào mùa đông năm 894 sau khi đã đánh bại Lý Tồn Hiếu, Lý Khắc Dụng đã thân chinh Lữ Long. U châu nhanh chóng rơi vào tay Lý Khắc Dụng, Lý Khuông Trù chạy trốn đến Nghĩa Xương (義昌, trị sở nay thuộc Thương Châu) và bị Nghĩa Xương tiết độ sứ Lô Ngạn Uy giết chết.
Vào mùa xuân năm 895, Lý Khắc Dụng chính thức tiến quân vào U châu, phái Lưu Nhân Cung và một con nuôi là Lý Tồn Thẩm đi khảo sát và bình định khu vực. Lý Khắc Dụng bổ nhiệm Lưu Nhân Cung là Lữ Long lưu hậu rồi đem quân trở về Hà Đông. Lý Khắc Dụng để lại một đội quân cùng một nhóm thuộc hạ đứng đầu là Yên Lưu Đức (燕留德) ở lại Lữ Long để phụ giúp cho Lưu Thủ Quang. Tuy nhiên, các binh sĩ Hà Đông do hiếp đáp người dân Lữ Long nên đã xung đột với các quan Lữ Long là anh em Cao Tư Kế (高思繼). Anh em Cao Tư Kế đã cho xử tử một số binh sĩ, khiến Lý Khắc Dụng không hài lòng và đã quở trách Lưu Nhân Cung. Lưu Nhân Cung đổ tội cho anh em Cao Tư Kế và giải họ đến Hà Đông, sau đó họ bị Lý Khắc Dụng xử tử. Tuy nhiên, nhằm bình định người dân Lữ Long, Lưu Nhân Cung đã cho con của anh em họ Cao làm chỉ huy trong Lữ Long quân. Vào mùa hè năm 895, Đường Chiêu Tông đã bổ nhiệm Lưu Nhân Cung là Lữ Long tiết độ sứ.
Trong nhiều năm Lưu Nhân Cung một chư hầu của Lý Khắc Dụng, các quan mà Lý Khắc Dụng để lại Lữ Long quản lý phần lớn các công việc của quân này. Họ thu thuế từ Lữ Long, và ngoại trừ phần dành cho quân đội địa phương, số thuế còn lại sẽ đều được đưa đến Hà Đông, trái ngược với thời kỳ độc lập, khi Lữ Long được giữ lại số thuế thu được. Năm 897, Đường Chiêu Tông chạy khỏi kinh thành Trường An đến Trấn Quốc (鎮國, trị sở nay thuộc Vị Nam, Thiểm Tây) do bị Phượng Tường tiết độ sứ Lý Mậu Trinh tiến công, Lý Khắc Dụng lên kế hoạch cứu giúp hoàng đế. Lý Khắc Dụng yêu cầu được trưng dụng quân từ Lữ Long, song Lưu Nhân Cung từ chối và tuyên bố rằng Lữ Long cần phải phòng thủ Khiết Đan xâm nhập. Trong vài tháng, Lý Khắc Dụng liên tục gửi thư, song Lưu Nhân Cung tiếp tục từ chối. Khi Lý Khắc Dụng gửi thư với lời lẽ quở trách gay gắt, Lưu Nhân Cung đã ném thư xuống mặt nền, bắt giữ sứ giả của Hà Đông và cố gắng giết chết các quan Hà Đông tại Lữ Long, song họ đã chạy thoát theo mô tả trong Tư trị thông giám. (Cựu Ngũ Đại sử và Tân Ngũ Đại sử thì viết rằng Lưu Nhân Cung đã giết được một số quan Hà Đông, bao gồm Yên Lưu Đức.)

## Quân phiệt độc lập
Vào mùa thu năm 897, tức giận tước sự phản bội của Lưu Nhân Cung, Lý Khắc Dụng đã đích thân tiến công Lữ Long. Lý Khắc Dụng giao chiến với con rể của Lưu Nhân Cung là Đan Khả Cập (單可及), song bị tướng Lư Long là Dương Sư Khản (楊師侃) phục kích tại Mộc Qua giản (木瓜澗, nay thuộc Bảo Định); song thời tiết đã ngăn cản Lữ Long quân gây tổn hại lớn hơn cho Lý Khắc Dụng. Lý Khắc Dụng buộc phải từ bỏ nỗ lực tái chiếm Lữ Long. Sau đó, Lưu Nhân Cung đã thiết lập mối quan hệ với kình địch của Lý Khắc Dụng là Tuyên Vũ tiết độ sứ Chu Toàn Trung, và theo tiến cử của Chu Toàn Trung, Đường Chiêu Tông đã ban cho Lưu Nhân Chung chức vụ danh dự là "đồng bình chương sự". Tuy nhiên, Lưu Nhân Cung cũng viết một bức thư cho Lý Khắc Dụng nhằm tạ lỗi.
Trong khi đó, Lưu Nhân Cung tranh chấp với Lô Ngạn Uy quyền kiểm soát giao thương muối tại hai quân. Năm 898, Lưu Nhân Cung phái con là Lưu Thủ Văn đi đánh trị sở của Nghĩa Xương là Thương châu (滄州). Lô Ngạn Uy không thể kháng cự nên đã bỏ thành và chạy đến Ngụy Bác (魏博, trị sở nay thuộc Hàm Đan, Hà Bắc), Lưu Thủ Văn chiếm được quân này. Lưu Nhân Cung cho Lưu Thủ Văn làm Nghĩa Xương lưu hậu, và sau đó thượng biểu thỉnh Đường Chiêu Tông bổ nhiệm Lưu Thủ Văn làm tiết độ sứ, song triều đình thoạt đầu đã từ chối. Đáp lại, Lưu Nhân Cung đã tuyên bố bất kính với sứ giả của triều đình:
Tinh tiết ta đều tự có. Ta chỉ muốn có bản sắc (tức chính danh) từ Trường An. Tại sao ta mệt mỏi dâng tấu chương mà chưa thấy được nhận, hãy truyền lại lời của ta [cho triều đình]!

Sau khi đoạt được Nghĩa Xương, Lưu Nhân Cung được mô tả là tin tưởng vào sức mạnh quân sự của mình nên bắt đầu có tham vọng kiểm soát toàn bộ Hà Bắc. Vào mùa xuân năm 899, Lưu Nhân Cung phát động một cuộc tiến công lớn vào Ngụy Bác. Đến khi Lưu Nhân Cung chiếm được Bối châu (貝州, nay thuộc Hình Đài), ông tiến hành tàn sát toàn bộ cư dân trong thành và quăng các thi thể xuống sông. Đáp lại, tất cả các thành khác của Ngụy Bác sau đó đều tử thủ khi bị Lưu Nhân Cung tiến đánh. Lưu Nhân Cung đổi ý, quyết định tiến công trực tiếp vào trị sở của Ngụy Bác. Ngụy Bác tiết độ sứ La Thiệu Uy đã cầu viện Chu Toàn Trung và Lý Khắc Dụng. Khi các bộ tướng của Chu Toàn Trung là Lý Tư An (李思安) và Trương Tồn Kính (張存敬) tiến quân đến, Lưu Nhân Cung đã phái Lưu Thủ Văn và Đan Khả Cập đi nghênh chiến, song kết quả là thất bại và Đan Khả Cập bị giết còn Lưu Thủ Văn thì suýt mất mạng. Khi các tướng Tuyên Vũ là Cát Tùng Chu và Hạ Đức Luân (賀德倫) cũng kéo quân đến, cùng với Nguy Bác quân giao chiến với Lữ Long quân, Lữ Long quân lại chiến bại, các tướng Lữ Long là Tiết Đột Quyết (薛突厥) và Vương Cối Lang (王鄶郎) bị bắt. Lưu Nhân Cung và Lưu Thủ Văn buộc phải chạy về cố địa.
Năm 900, Chu Toàn Trung phái Cát Tùng Chu thống soái quân của bốn quân (Tuyên Vũ, Ngụy Bác, Thái Ninh, Thiên Bình) tiến công Lưu Nhân Cung. Cát Tùng Chu nhanh chóng chiếm được Đức châu (德州, nay thuộc Đức Châu, Sơn Đông) bao vây Lưu Thủ Văn tại Thương châu. Khi Lưu Nhân Cung cầu viện Lý Khắc Dụng, Lý Khắc Dụng đã phái Chu Đức Uy và Lý Tự Chiêu tiến công vùng Hình Minh (rơi vào tay Chu Toàn Trung từ trước đó) nhằm cố gắng phân tán quân Chu Toàn Trung. Khi Lưu Nhân Cung đích thân giao chiến với Cát Tùng Chu nhằm giải vây cho Thương châu, ông đã bị Cát Tùng Chu đánh bại. Tuy nhiên, thời tiết không ủng hộ đội quân bao vây, và khi Thành Đức tiết độ sứ Vương Dung đứng ra điều đình, Cát Tùng Chu đã rút lui.
Vào mùa đông năm 900, sau khi buộc Vương Dung quy phục, Chu Toàn Trung phái Trương Tồn Kính dẫn quân cùng với Ngụy Bác quân tiến công Lưu Nhân Cung. Trương Tồn Kính nhanh chóng chiếm được Doanh châu và Mạc châu của Lữ Long và Cảnh châu của Nghi Xương, bắt thứ sử Lưu Nhân Bá (劉仁霸). Trương Tồn Kính chuẩn bị tiến công U châu, song do thời tiết không thuận nên Trương Tồn Kính quay sang tiến công Nghĩa Vũ và buộc quân này phải quy phục.
Năm 901, Đường Chiêu Tông ban chức Thị trung (侍中) cho Lưu Nhân Cung.
Năm 903, sau khi Đường Chiêu Tông hạ lệnh giết các hoạn quan, Lưu Nhân Cung không hành quyết giám quân Trương Cư Hàn mà giấu đi và giết một phạm nhân để thế mạng cho Trương Cư Hàn.
Cũng vào năm 903, một thuộc quan của Lý Khắc Dụng là Vân châu đô tướng Vương Kính Huy (王敬暉) đã ám sát thứ sử Lưu Tái Lập (劉再立) và sau đầu hàng Lưu Nhân Cung. Lý Khắc Dụng đã phái Lý Tự Chiêu và Lý Tồn Thẩm đi đánh Vương Kính Huy, Lưu Nhân Cung phái quân đi cứu viện Vương Kính Huy, buộc Lý Tự Chiêu và Lý Tồn Thẩm rút lui một đoạn, Vương Kính Huy bỏ Vân châu và chạy sang lãnh địa của Lý Nhân Cung.
Qua nhiều năm, Lưu Nhân Cung đã rất am hiểu về các hoạt động quân sự của người Khiết Đan, ông thường phái quân đi cướp bóc các vùng đất của Khiết Đan, cũng như đốt đồng cỏ để khiến ngựa Khiết Đan không có thức ăn. Vào mùa đông năm 903, khi tù trưởng Khiết Đan Da Luật A Bảo Cơ phái con rể Thuật Luật A Bát (述律阿缽) đi đánh Sơn Hải quan, con của Lưu Nhân Cung là Lưu Thủ Quang đã dùng mưu kế bắt được các chỉ huy quân Khiết Đan, đòi tiền chuộc.
Năm 906, Chu Toàn Trung bao vây Thương châu, sau khi liên tiếp thất bại, Lưu Nhân Cung cảm thấy mình cần nhiều quân hơn nữa nên đã lệnh cho tất cả nam giới từ 15 đến 70 tuổi đều phải đi lính, xăm hình lên mặt họ. Lưu Nhân Cung cũng cầu viện Hà Đông. Thoạt đầu, Lý Khắc Dụng từ chối ứng cứu, song sau đó đã đổi ý và yêu cầu Lưu Nhân Cung hợp binh tiến công Chiêu Nghĩa (昭義, trị sở nay thuộc Trường Trị, Sơn Tây) để phân tán lực lượng của Chu Toàn Trung. Lưu Nhân Cung chấp thuận, liên quân Hà Đông và Lữ Long tiến công Chiêu Nghĩa, Chiêu Nghĩa tiết độ sứ Đinh Hội đầu hàng, buộc Chu Toàn Trung phải bỏ bao vây Thương châu và triệt thoái.
Qua năm tháng, Lưu Nhân Cung trở nên bảo thủ hơn trong việc cai trị Lữ Long, ông còn trở nên ngạo mạn, hoang phí và hung bạo. Cho rằng căn cứ tại U châu không an toàn, ông đã cho xây một quán tại Đại An Sơn (大安山, nay thuộc Bắc Kinh), giống như một cung điện. Lưu Nhân Cung tuyển nhiều mỹ nữ và đưa họ đến Đại An Sơn. Ông cũng giữ lại các nhà giả kim thuật nhằm tìm phương cách trường sinh. Lưu Nhân Cung tích trữ của cải của người dân trong toàn quân, sản xuất tiền bằng đất sét, và nghiêm cấm mua lá chè từ Giang Nam, thay vào đó dùng lá cây trong quân để thay thế chè.

## Bị lật đổ, quản thúc
Khoảng năm 907 hoặc trước đó, khi biết Lưu Thủ Quang thông gian với ái thiếp La thị của mình, Lưu Nhân Chung đã đuổi Thủ Quang khỏi gia đình, và không còn công nhận Thủ Quang là con.
Cũng vào năm 907, khi Chu Toàn Trung phái bộ tướng Lý Tư An (李思安) suất quân tiến công U châu, Lưu Nhân Cung đang ở tại quán trên Đại An Sơn, còn phủ thành thì không chuẩn bị nên đã gần như thất thủ. Lưu Thủ Quang đã tập hợp một đội quân và bảo vệ thành; sau đó đánh bại Lý Tư An và buộc Tuyên Vũ quân phải triệt thoái. Sau đó, Lưu Thủ Quang xưng là tiết độ sứ và phái các thủ hạ Nguyên Hành Khâm và Lý Tiểu Hỉ (李小喜) đi tiến công quán của cha trên Đại An Sơn. Lưu Nhân Cung cố gắng kháng cự, song Lý Tiểu Hỉ đã đánh bại và bắt giữ Lưu Nhân Cung. Lưu Thủ Quang tiến hành quản thúc cha, giết chết nhiều thuộc quan và nô bộc mà ông không ưa. Đáp lại, Lưu Thủ Kì, Vương Tư Đồng (王思同), và tuần kiểm sứ Lý Thừa Ước (李承約) chạy trốn đến Hà Đông. Lưu Thủ Quang sau đó đã giết chết Lưu Thủ Văn; thượng biểu nhân danh Lưu Nhân Cung để xin được an trí, Hậu Lương Thái Tổ Chu Toàn Trung chấp nhận và ban cho Lưu Nhân Cung chức vụ mang tính danh dự là Thái sư.

## Qua đời
Vào mùa đông năm 913, trước các cuộc tiến công và bao vây của quân Tấn, U châu lâm vào tình thế tuyệt vong rồi thất thủ, Lưu Nhân Cung cùng thê thiếp bị bắt giữ. Lưu Thủ Quang cố gắng trốn chạy song cũng bị bắt. Thoạt đầu, Lý Tồn Úc không có hành động nào nhằm trừng phạt Lưu Thủ Quang hay Lưu Nhân Cung, cho họ sống trong một dinh thự và ban cho quần áo, chai lọ, thực phẩm, song Lưu Nhân Cung và vợ nhổ nước bọt vào mặt Lý Tồn Úc và nói: "Nghịch tặc, phá nhà ta đến thế này đây!".
Vào mùa xuân năm 914, Lý Tồn Úc cho đưa gia quyến của Lưu Nhân Cung và Lưu Thủ Quang qua Nghĩa Vũ và Thành Đức. Khi họ tiến đến Thành Đức, theo thỉnh cầu của Vương Dung, Lý Tồn Úc đã thời cho bỏ xiềng xích trên người Lưu Nhân Cung và Lưu Thủ Quang, cho họ tham gia một bữa tiệc do Vương Dung tổ chức. Sau khi họ trở về kinh thành Thái Nguyên của Tấn, Lý Tồn Úc đã cho xử tử Lưu Thủ Quang, sau đó sai tiết độ phó sứ Lô Nhữ Bật (盧汝弼) đưa Lưu Nhân Cung đến lăng mộ của Lý Khắc Dụng ở Đại châu (代州, nay thuộc Hãn Châu, Sơn Tây). Tại đây, ông bị đâm vào tim để lấy máu tế Lý Khắc Dụng, sau đó bị chém.